# Anna de Wahl
Anna de Wahl, ogift Lundström 25 maj 1844 på Väddö, död 18 maj 1889 i Södertälje, var en svensk skådespelare och operettsångare.

## Biografi
de Wahl föddes utom äktenskap av fyrvakten i Singö sjökapten Ebbe Jansson och Anna Ersdotter Frimodig, och växte upp som fosterdotter hos sin morbror Anders Ersson Lundström, kyrkvaktmästare vid Adolf Fredriks kyrka i Stockholm.
När hon var elva år kom hon till Selinderska elevteatern där hon var blev kvar till 1866. Därefter var hon engagerad 1866-1872 vid Södra teatern och spelade åren 1872-1884 omväxlande vid Mindre, Södra och Nya teatern i Stockholm och vid Nya teatern i Göteborg. Följande spelår, 1884-1885, uppträdde hon på Svenska Teatern i Helsingfors och 1886-1887 var hon engagerad vid Vasateatern i Stockholm.
Bland hennes roller märks Maria i Den ondes besegrare, Fragoletto i Frihetsbröderna, Vanda i Storhertiginnan av Gerolstein, Bronislawa i Tiggarstudenten, Teblomma, Amor i Orfeus i underjorden, Lille hertigen, Serpolette i Cornevilles klockor, Giroflé-Girofla, Stina i Närkingarna, Lärkan och Mjölksurran.
Hon var gift från 1867 med musikdirektören Oscar de Wahl och mor till skådespelaren Anders de Wahl.

## Bilder

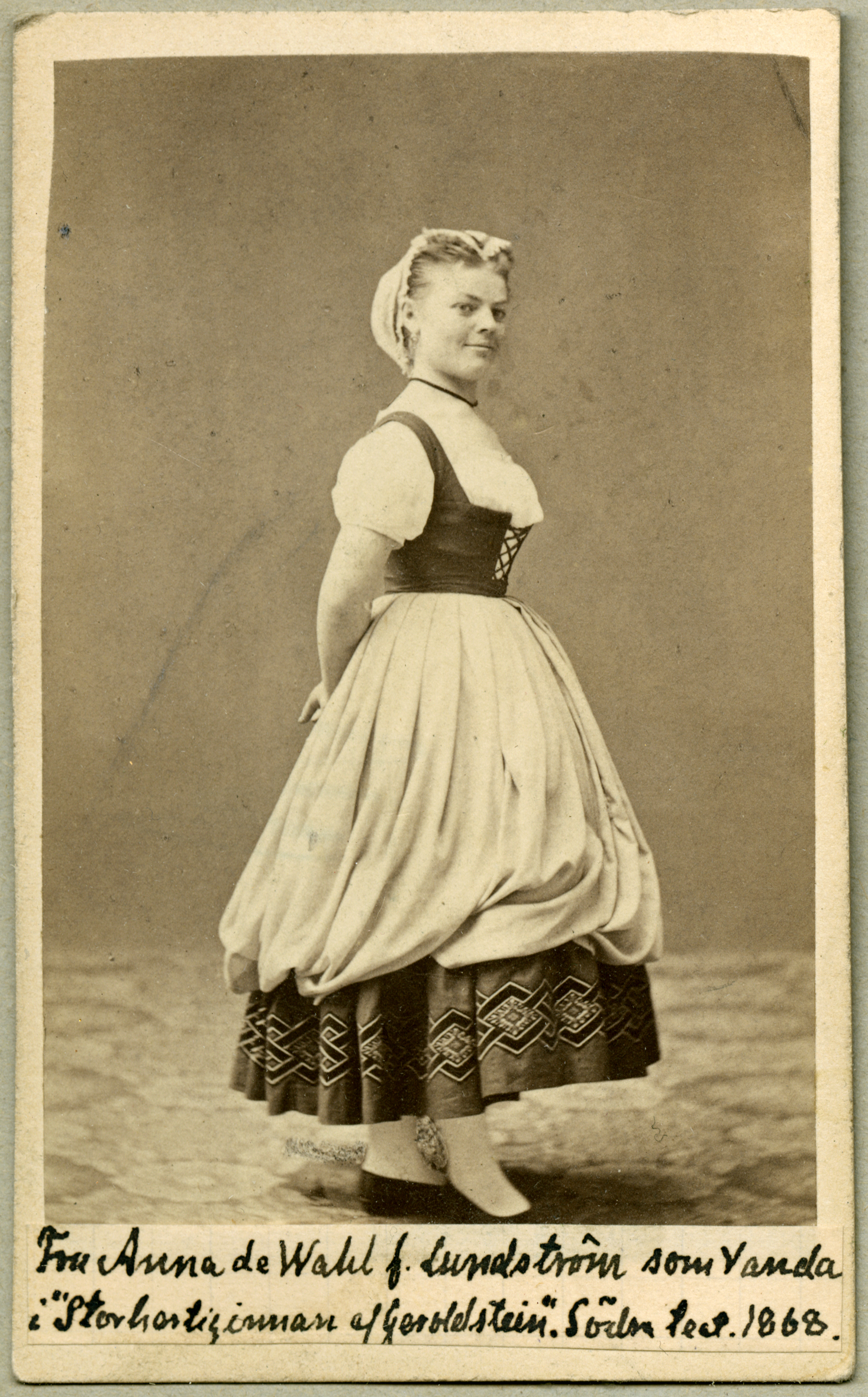
Som Vanda i Storhertiginnan av Gerolstein. Södra teatern 1868.
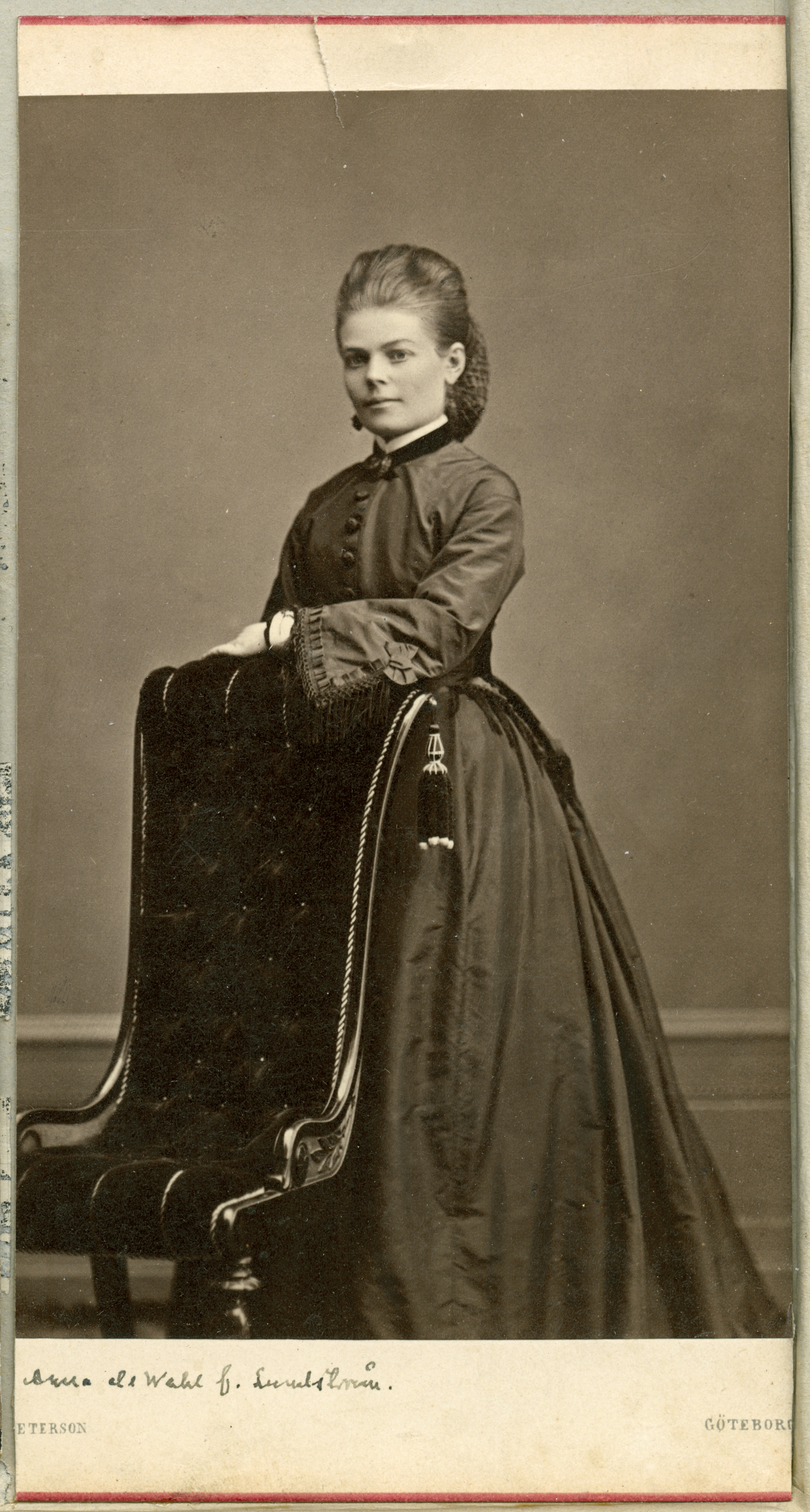
Porträtt från omkring 1880.
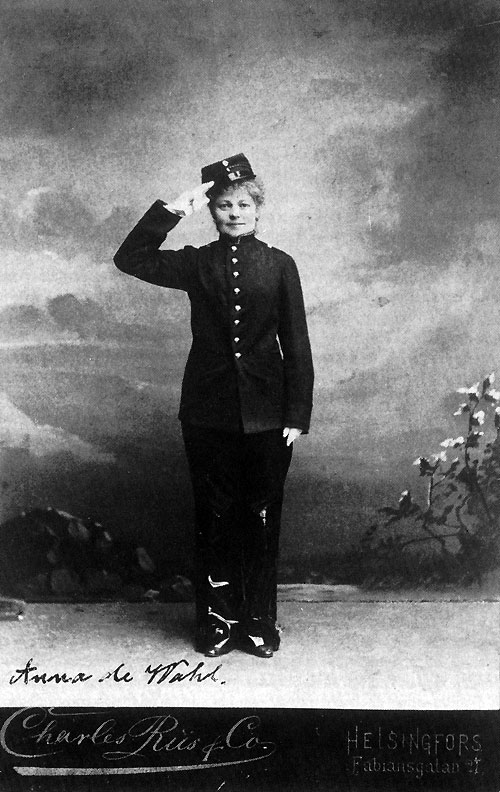
Som Nitousche i Lilla helgonet på Svenska Teatern i Helsingfors vintern 1884-85.
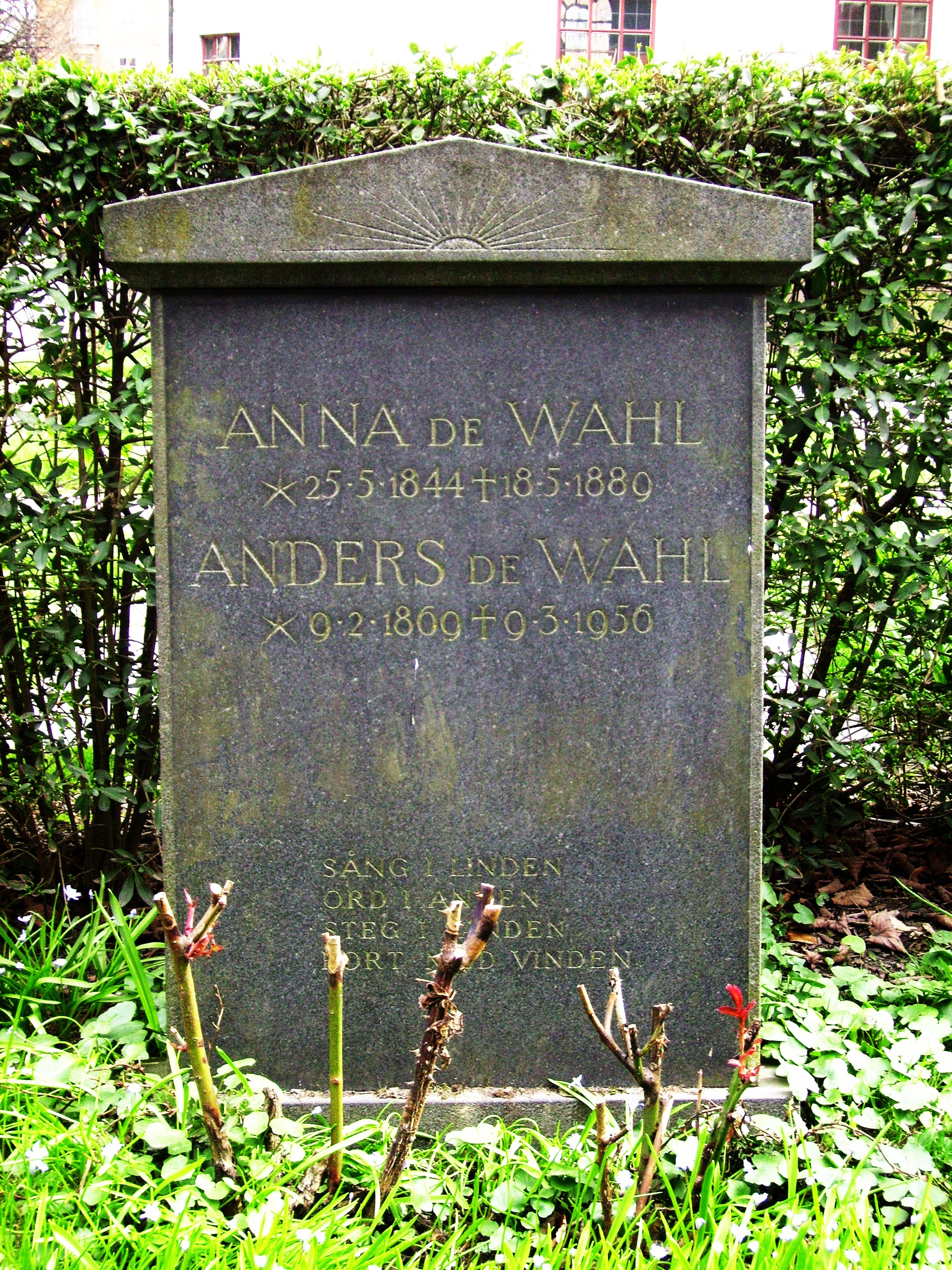
de Wahls gravvård på Adolf Fredriks kyrkogård på Norrmalm i Stockholm

## Teater

### Roller (ej komplett)
| År   | Roll                     | Produktion                                                                        | Regi | Teater                |
| ---- | ------------------------ | --------------------------------------------------------------------------------- | ---- | --------------------- |
| 1869 | Betty                    | Syfröknarna Anton Bittner                                                         |      | Mindre teatern        |
| 1874 | Inga                     | Bröllopet på Ulfåsa Frans Hedberg                                                 |      | Nya teatern, Göteborg |
| 1875 | Greta                    | Dagsländorna Frans Hedberg                                                        |      | Nya teatern, Göteborg |
| 1875 | Prinsen av Conti         | Prinsen av Conti Charles Lecocq, Victorien Sardou och Philippe Gille              |      | Djurgårdsteatern      |
| 1875 | Wanda                    | Storhertiginnan av Gerolstein Jacques Offenbach, Henri Meilhac och Ludovic Halévy |      | Djurgårdsteatern      |
| 1878 | Hertig de Parthenay      | Lille hertigen Henri Meilhac och Ludovic Halévy                                   |      | Mindre teatern        |
| 1879 | Cupido                   | Orfeus i underjorden Jacques Offenbach, Hector Crémieux och Ludovic Halévy        |      | Mindre teatern        |
| 1881 | Zizine                   | Svaga sidan Alexandre Thibaut de la Rochethulon och Louis-François Clairville     |      | Mindre teatern        |
| 1881 | Métella, en demimond     | Pariserliv Jacques Offenbach, Henri Meilhac och Ludovic Halévy                    |      | Mindre teatern        |
| 1881 | Fragoletto, en ung bonde | Frihetsbröderna Jacques Offenbach, Henri Meilhac och Ludovic Halévy               |      | Mindre teatern        |
| 1882 | Emil Klint, gymnasist    | Öregrund-Östhammar Selfrid Kinmanson                                              |      | Mindre teatern        |
| 1886 |                          | Generalmönstring Selfrid Kinmansson                                               |      | Vasateatern           |
| 1887 | Skogstrollet             | Skogstrollet Frans Hedberg                                                        |      | Vasateatern           |
| 1887 | Bronislawa               | Tiggarstudenten Carl Millöcker, Richard Genée och Friedrich Zell                  |      | Vasateatern           |
| 1887 | Lurifax                  | Hin Ondes niècer Eduard Jacobson                                                  |      | Vasateatern           |